# Peaches (пісня Джастіна Бібера)
«Peaches» (укр. Персики) — пісня канадського співака Джастіна Бібера, за участю канадського співака і автора пісень Даніеля Цезаря та американського співака Giveon. Пісня випущена 19 березня 2021 року, як п'ятий сингл із шостого студійного альбому Джастіна Бібера Justice. Пісня була написана трьома її виконавцями разом з Ендрю Ваттом, Луї Беллом, Луїсом Мартінесом-молодшим та Бернардом "Гарв" Гарві, а спродюсована останнім разом із Shndo.

## Композиція
«Peaches» — це поп-R&B пісня. Її описують як «барвисту», «сонячну» і «витончену». З музичної точки зору пісня написана в тональності до мажор із темпом у 90 ударів на хвилину, а вокал у пісні охоплює діапазон від C4 до G5.

## Комерційна успішність
У Сполучених Штатах «Peaches» дебютував на першій сходинці чарту Billboard Hot 100 30 березня 2021 року, ставши сьомим синглом Бібера на першій сходинці чарту і 23-м у першій десятці чарту. Бібер обігнав Дрейка як єдиного артиста-чоловіка з чотирма дебютами пісень на першій сходинці чарту. За даними MRC Data, 25 березня «Peaches» отримав 30,6 мільйона потокових відтворень у США та продажі у 16 000 завантажень. Він також здобув 12,1 мільйона радіо-ротацій 28 березня. Трек дебютував на першому місці чарту Streaming Songs, ставши п'ятим для Бібера синглом на чолі чарту та першим для Цезаря та Giveon, і сингл також дебютував на третій сходинці чарту Digital Song Sales. Пісня стала першим синглом Цезаря та Giveon що опинилася на вершині чарту. Батьківський альбом пісні Justice потрапив на першу схоиднку чарту Billboard 200 того ж тижня, що зробило Бібера третім акртистом, який дебютував на чолі обох чартах одночасно, а також першим чоловіком-солістом, якому це вдалося. Поряд з Бібером це вдалося лише BTS і Тейлор Свіфт, які також дебютували одночасно на першому місці як у Hot 100, так і у Billboard 200, причому Свіфт вдалося це двічі. За перший тиждень перебування на чолі чарту Hot 100, Бібер обігнав Дрейка, ставши найбільшим лідером в часовому проміжку з тих пір. «Peaches» одночасно дебютував на перших сходинках чартів Hot R&B/Hip-Hop Songs та Hot R&B Songs, які використовують ту ж методологію, що і Hot 100. Бібер вдруге посів першу сходинку в чарті Hot R&B/Hip-Hop Songs, після виходу пісні DJ Khaled за участі Джастіна Бібера «I'm the One» у 2017 році. У чарті Hot R&B Songs він вчетверте посів першу сходинку, після пісні DJ Khaled «No Brainer», за участю Бібера, Chance the Rapper і Quavo (2017), а також після його власних пісень «Yummy» та «Intentions» у 2020 році. Даніель Цезар і Giveon вперше посіли перші сходинки хіт-параду.

## Виконання наживо
Бібер виконав сольну версію «Peaches» на концерті NPR Tiny Desk Concerts 17 березня 2021 року, за два дні до офіційного виходу пісні. Бібер виконав пісню разом із раніше виданими синглами «Holy», «Anyone» та «Hold On».

## Музичне відео
19 квітня 2021 року разом із піснею та альбомом було випущено кліп на пісню «Peaches» режисера Коліна Тіллі. На відео Бібер, Цезар і Giveon катаються по Лас-Вегас-Стріп.

## Автори
Інформацію про авторів отримано із сервісу Tidal and Jaxsta.
- Джастін Бібер — провідний вокал, автор пісні
- Даніель Цезар[en] — залучений артист, провідний вокал, автор пісні
- Giveon[en] — залучений артист, провідний вокал, автор пісні
- Гарв[en] — автор пісні, продюсування, бас, гатіра, клавішні, фортепіано
- Shndo — продюсування, співпродюсування
- Ендрю Ватт[en] — автор пісні, вокальний інжиніринг
- Луї Белл[en] — автор пісні
- Луїс Мартінес-молодший — автор пісні
- Колін Леонард — мастеринг
- Джош Гудвін — зведення, вокальний інжиніринг
- Гайді Ван — асистент зведення
- Раян Лайтл — аситентування з інжинірингу звукозапису

## Чарти
| Чарт (2021)                               | Найвища позиція |
| ----------------------------------------- | --------------- |
| Аргентина (Argentina Hot 100)             | 77              |
| Австралія (ARIA)                          | 2               |
| Австрія (Ö3 Austria Top 75)               | 3               |
| Бельгія (Ultratop Flanders)               | 30              |
| Канада (Canadian Hot 100)                 | 1               |
| Канада (CHR/Top 40) (Billboard)           | 42              |
| Канада (Hot AC) (Billboard)               | 46              |
| Чехія (Singles Digitál Top 100)           | 4               |
| Данія (Tracklisten)                       | 1               |
| Фінляндія (Suomen virallinen lista)       | 6               |
| Франція (SNEP)                            | 46              |
| Німеччина (Media Control AG)              | 5               |
| Billboard Global 200                      | 1               |
| Угорщина (Single Top 40)                  | 4               |
| Угорщина (Stream Top 40)                  | 11              |
| Ірландія (IRMA)                           | 1               |
| Італія (FIMI)                             | 13              |
| Литва (AGATA)                             | 5               |
| Нідерланди (Dutch Top 40)                 | 25              |
| Нідерланди (Mega Single Top 100)          | 1               |
| Нова Зеландія (Recorded Music NZ)         | 1               |
| Норвегія (VG-lista)                       | 1               |
| Португалія (AFP)                          | 1               |
| Сінгапур (RIAS)                           | 2               |
| Словаччина (Singles Digitál Top 100)      | 1               |
| Південна Корея (Gaon)                     | 65              |
| Іспанія (PROMUSICAE)                      | 24              |
| Швеція (Sverigetopplistan)                | 4               |
| Швейцарія (Media Control AG)              | 2               |
| Велика Британія (Official Charts Company) | 3               |
| США (Billboard Hot 100)                   | 1               |
| США (Hot R&B/Hip-Hop Songs) (Billboard)   | 1               |
| США (Mainstream Top 40) (Billboard)       | 30              |
| США (Rhythmic) (Billboard)                | 21              |

## Історія випуску
| Регіон          | Дата            | Формат                   | Лейбл   | Прим.  |
| --------------- | --------------- | ------------------------ | ------- | ------ |
| Велика Британія | 26 березня 2021 | Contemporary hit radio   | Def Jam | [ 45 ] |
| США             | 30 березня 2021 | Urban contemporary radio | Def Jam | [ 46 ] |